# Victor Favre
Victor Eugen Emanuel Favre, född 1868 i Viborg, död 1948 i Helsingfors, var en finländsk militär och företagare.
Victor Favre lämnade den finska militären i samband med att den upplöstes av de ryska myndigheterna, blev ombudsman för Finska pappföreningen 1905 och därtill för Finska träsliperiföreningen 1907 och vid dessa organisationers sammanslagning direktör för Träsliperiföreningen. Favres stora kännedom om produktionsvillkor och avsättningsmöjligheter i kombination med hans organisatoriska förmåga blev av stor betydelse för den finländska träförädlingsindustrins utvecklig trots krig och ekonomiska kriser.